# Keymark
Keymark là một con dấu, chứng nhận tự nguyện của châu Âu, thể hiện sự tuân thủ theo Tiêu chuẩn châu Âu (EN). Nó thuộc sở hữu của CEN, Ủy ban Tiêu chuẩn châu Âu, và CENELEC, Ủy ban Tiêu chuẩn kỹ thuật điện châu Âu.
Keymark là con dấu châu Âu dựa trên nguyên tắc "một tiêu chuẩn, một thử nghiệm, được chấp nhận ở mọi nơi". Nó được vận hành bởi các cơ quan chứng nhận đã được ủy quyền bởi CEN hoặc CENELEC và được cấp phép dựa trên EN 45011 (Hướng dẫn 65 ISO/IEC) bởi một bên ký kết thỏa thuận đa phía (MLA) của Hiệp hội Hợp tác Châu Âu về Chứng nhận (EA).
Điều kiện tiên quyết cho việc chứng nhận là sự thiết lập và hoạt động của kiểm soát sản xuất nhà máy liên quan đến sản phẩm (FPC), có xem xét các yếu tố của loạt Tiêu chuẩn ISO 9000 và quy trình của dây chuyền sản xuất liên quan từ nguyên liệu thô đến sản phẩm hoàn thành và lưu trữ sản phẩm. FPC phải là một phần không thể tách rời của hệ thống quản lý chất lượng của nhà sản xuất, nếu có. Một ví dụ về việc áp dụng biểu tượng Keymark chính là Solar Keymark.